# Кеннет Ноланд
Кеннет Ноланд (англ. Kenneth Noland; 10 квітня 1924 — 5 січня 2010 року) — американський художник-абстракціоніст, один із найвідоміших представників живопису кольорового поля. Ноланд разом із Морісом Луїсом та іншими вашингтонськими художниками сформував мистецький рух, відомий як Вашингтонська школа кольору.

## Життєпис
Кеннет Кліфтон Ноланд, син патологоанатома Гаррі Казвелла Ноланда (1896—1975) і його жінки Бессі (1897—1980), народився в Ешвіллі, що у Північній Кароліні. Окрім нього в родині народилися також Дейвід, Біл, Неїл і Гаррі-молодший.
1942 року після закінчення середньої школи Ноланда зарахували до ВПС США. Після закінчення служби Ноланд скористався Актом від 22 червня 1944 (так званим «G.I. Bill») про пільги ветеранам Другої світової війни і вступив до експериментального Коледжу Блек-Маунтен у штаті Північна Кароліна. У цьому закладі, де також вивчали мистецтво двоє його братів, Ноланд навчався у Іллі Болотовського. Професор познайомив його з неопластицизмом і творами Піта Мондріана. У коледжі під керівництвом Джозефа Альберса Ноланд опановував теорію і колір Баугауза. Художник також цікавився творчістю Пауля Клее.

### Особисте життя
Ноланд був одружений кілька разів. Його дружинами були:
- Корнелія Лангер, дочка республіканського сенатора з Північної Дакоти, Вільяма Лангера. Подружжя одружилися в 1950 році, але пізніше розлучилися. У них було троє дітей: дочки Кейді і Ліндон (Лін) і син Вільям.[19][20]
- психологіня Стефані Гордон, з якою жив з листопада 1964 року до червня 1970 року. Вони одружилися у квітні 1967 року і розлучилися в червні 1970 року.[21]
- Пеггі Л. Шиффер, мистецтвознавець і дочка доктора Мортона А. Шиффера.[22] Одружилися близько 1970 року. Від шлюбу мали сина, Самуїла Джессі.[23][24][25][26]
- Пейдж Ренсе, головна редакторка «Architectural Digest», з якою Ноланд одружився у Беннінгтоні, штат Вермонт 10 квітня 1994 року.[27][28] Ноланд був її п'ятим чоловіком.

У 1960-х роках Ноланд мав близькі стосунки з художницею Марією Пінчо Мейєр.

### Смерть
Ноланд помер від раку нирки у своєму будинку в Порт-Клайд, штат Мен, 5 січня 2010 року у віці 85 років.

## Творчість

Кеннет Ноланд, Початок (1958), акрилова фарба «Magna» на полотні, Музей Гіршхорна та Сад скульптур

У 1948—1949 роках Ноланд працював з Осипом Цадкіним у Парижі, де провів першу виставку своїх картин. Після повернення до США він викладав у Католицькому університеті у Вашингтоні (1951—1960) і в Інституті сучасних мистецтв. На початку 1950-х він познайомився з Морісом Луїсом в окрузі Колумбія, де відвідував нічні заняття у Вашингтонському центрі мистецтв. А після знайомства в 1953 році в нью-йоркській студії з Гелен Франкенталер, з якою їх звів Клемент Грінберг, і її новою картиною «Гори і море» [Архівовано 12 травня 2019 у Wayback Machine.], Ноланд і Луїс захопилися її «просочуваною» технікою. Малюнок робиться на неґрунтованому полотні акриловою фарбою. Тканина вбирає фарбу, створюючи на поверхні ефект «об'ємності» зображення.
Більшість картин Ноланда поділяються на чотири групи: кола (або мішені), шеврони, смуги та фігурні полотна. Експериментування з краями полотна привело його до серії досліджень концентричних кіл або мішеней, подібно до картини «Початок» 1958 року. 1964 року його твори включили до виставки «Постживописна абстракція», організованої Клементом Грінбергом, яка подорожувала країною і пропагувала живопис кольорового поля як важливий новий рух у мистецтві 1960-х років.
У подальшому Ноланд та інші митці започаткували живопис фігурного полотна. Мотивом для своїх картин Ноланд брав геометричні фігури, часто у формі кольорових кіл. Художник створив серію картин у вигляді симетричних й асиметричних ромбів або шевронів. У цих картинах краї полотна стають структурно важливими, як і центр. Протягом 1970-х і 1980-х років його фігурні полотна були неправильними й асиметричними. Це призвело до створення більш складних структур високої складності та контрольованої кольоровості. Замість малювання пензлем Ноланд виливав на полотно фарбу. Ця ідея полягала у видаленні художника, який робив мазки на полотні, з художнього процесу, оскільки картина мала стати твором мистецтва, а не художника.
Окрім художньої діяльності Ноланд займався викладанням. Серед його учнів був скульптор Дженні Лі Найт.

## Виставки
Першу персональну виставку Ноланд провів у Галереї Раймонда Креуз у Парижі в 1948 році. 1957 року він влаштував першу персональну виставку в Нью-Йорку, в галереї «Tibor de Nagy». 1964 року Ноланд зайняв половину американського павільйону на Венеціанській бієнале. 1965 року його роботи виставлялися у Вашингтонській галереї сучасного мистецтва та Єврейському музеї в Нью-Йорку. 2009 року пройшла персональна виставка «Кеннет Ноланд: фігурні полотна 1981—1982» у галереї образотворчого мистецтва «Leslie Feely» в Нью-Йорку. 2010 року твори Ноланд виставили в музеї Гуггенхайма під назвою Кеннет Ноланд, 1924—2010: «Данина» . Крім того, його персональні виставки виставлялись у різних міжнародних музеях і галереях, наприклад, у Museo de Arte Moderno, Мехіко (1983); Museo de Bellas Artes de Bilbao, Більбао, Іспанія (1985); Музеї образотворчих мистецтв, Х'юстон (2004); Тейт у Ліверпулі (2006); та Інституті американського мистецтва Батлера (1986 і 2007).

## Вибрані музейні колекції
- Художня галерея Олбрайт-Нокс, Буффало, Нью-Йорк
- Інститут мистецтв Чикаго, Чикаго, Іллінойс
- Австралійська національна галерея, Канберра
- Балтіморський музей мистецтв, Балтимор, штат Меріленд
- Інститут американського мистецтва Батлера, Янгстаун, штат Огайо
- Музей мистецтв Сент-Луїса, Сент-Луїс, Міссурі
- Клівлендський музей мистецтв, Клівленд, Огайо
- Галерея образотворчих мистецтв Колумба, Колумбус, Огайо
- Галерея мистецтв Коркоран, Вашингтон, округ Колумбія.
- Центр мистецтв Де-Мойна, Де-Мойн, штат Айова
- Детройтський інститут мистецтв, Детройт, Мічиган
- Художня галерея Південної Австралії, Аделаїда
- Музей мистецтв Фогга, Кембридж, штат Массачусетс
- Музей і сад скульптур Hirshhorn, Вашингтон, округ Колумбія
- Кунстхаус, Цюріх
- Kunstmuseum, Базель
- Музей мистецтв округу Лос-Анджелес, Каліфорнія
- Музей Луїзіани, Humlebaek, Данія
- Музей мистецтв Метрополітен, Нью-Йорк
- Музей мистецтв Мілвокі, штат Вісконсин
- Інститут мистецтв Міннеаполіса, Міннеаполіс, Міннесота
- Центр Жоржа Помпіду, Париж
- Бостонський музей образотворчих мистецтв, Бостон, штат Массачусетс
- Музей сучасного мистецтва, Нью-Йорк
- Національна галерея мистецтв, Вашингтон, округ Колумбія
- Музей мистецтв Північної Кароліни, Ролі, Північна Кароліна
- Музей Нортона Саймона, Пасадена, Каліфорнія
- Музей мистецтв Роуз, Університет Брандейс, Уолтем, Массачусетс
- Музей Соломона Р. Гуггенхайма, Нью-Йорк
- Музей Stedelijk, Амстердам
- Галерея Тейт, Лондон
- Центр мистецтв Уокера, Міннеаполіс, Міннесота
- Музей американського мистецтва Уїтні, Нью-Йорк

## Вибрані твори
- (1958) Ex-Nihilio
- (1958) Lunar Episode
- (1958) Beginning
- (1958) Inside
- (1958) Heat
- (1959) And Half
- (1959) Split
- (1959) Extent
- (1960) Back and Front
- (1960) Earthen Bound
- (1960) Play
- (1961) Highlights
- (1961) Epigram
- (1961) Turnsole
- (1962) Drought
- (1963) Ringing Bell
- (1963) Drifting
- (1963) Thrust
- (1963) East-West
- (1963) New Light
- (1963) Cadmium Radiance
- (1964) Baba Yagga
- (1964) Halfway
- (1964) And Again
- (1964) Tropical Zone
- (1964) Trans West
- (1965) Stack
- (1966) Galore
- (1967) Summer Plain
- (1967) Stria
- (1967) Open End
- (1968) Transvaries
- (1969) Pan
- (1970) Another Line
- (1973) Interlocking Color
- (1973) Under Color
- (1975) Burnt Beige
- (1978) Oasis
- (1985) Snow and Ice
- (1989) Doors: Time Ahead
- (1999) Refresh
- (2000) Mysteries: Infanta
- (2000) Mysteries: Afloat